# 朱家堰站
朱家堰站是位于湖南省衡阳市朱家堰的一个铁路车站，邮政编码421001。车站建于1957年，有湘桂铁路经过该站，现仅办理货运，不办理客运业务，车站及其上下行区间均未电气化。车站距离衡阳站11公里，隶属广铁集团，是四等站。